# Hanja Maij-Weggen
Johanna Rika Hermanna Maij-Weggen, detta Hanja (Klazienaveen, 29 dicembre 1943), è una politica olandese, membro del CDA, già ministra ed europarlamentare.

## Biografia

### Formazione e primi anni
Figlia un commerciante di biciclette, seguì un corso universitario di infermieristica dal 1962 al 1965; studiò successivamente pedagogia e storia dell'arte presso l'Università di Amsterdam, senza tuttavia terminare gli studi. Dal 1967 al 1978 lavorò come docente di assistenza sanitaria ad Amstelveen e Apeldoorn. Nello stesso periodo, si iscrisse al Partito Anti-Rivoluzionario.
Nel 1977 fu inviata come rappresentante delle donne nella delegazione governativa all'Assemblea generale delle Nazioni Unite. Fu poi consulente del ministero degli affari sociali in materia di diritti delle donne.

### Carriera politica

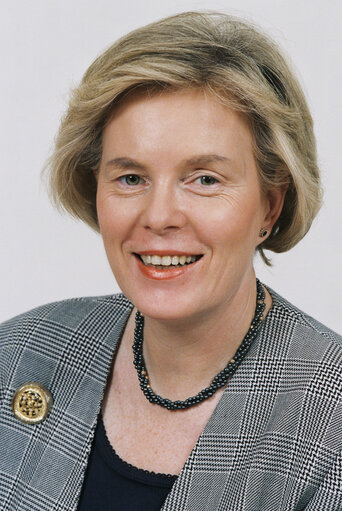
Hanja Maij-Weggen

Candidatasi per le elezioni europee del 1979, divenne membro del Parlamento europeo, dapprima con il Partito Anti-Rivoluzionario e successivamente con il CDA. Durante il suo primo mandato, fu membro della commissione per gli affari sociali e l'occupazione, della commissione per la protezione dell'ambiente, la sanità pubblica e la tutela dei consumatori e della commissione di inchiesta sulla situazione della donna in Europa.
Riconfermata per un secondo mandato nelle elezioni europee del 1984 e per un terzo mandato nelle elezioni europee del 1989, fu dal 1987 al 1989 vicepresidente della delegazione del CDA.
Lasciò il seggio a novembre del 1989, dopo essere stata nominata ministra per i trasporti e la gestione dell'acqua nel governo Lubbers III.
Nel 1991 presentò un piano per incentivare l'uso della bicicletta, stanziando appositamente fondi pubblici per potenziare infrastrutture come le piste ciclabili e per aumentare la sicurezza dei ciclisti.
In veste di ministra, affrontò ben due disastri aerei nel giro di un anno, il 1992: il disastro del Bijlmermeer con lo schianto del volo El Al 1862 e il disastro di Faro con l'incidente del volo Martinair 495.
Uno dei fronti su cui fu impegnata fu quello per la realizzazione del Betuweroute, finanziato con fondi sia pubblici che privati. L'idea della ministra fu quella di implementare un collegamento tra il porto di Rotterdam e la Germania.
Nel 1993 fu autrice di un costoso progetto per costruire una corsia di car pooling sullo svincolo di Muiderberg, che tuttavia fu costretta a riadattare per questioni legali e politiche.
Nello stesso anno, ottenne l'appoggio della Tweede Kamer per il progetto di privatizzazione delle ferrovie olandesi.
Fu inoltre responsabile di una serie di modifiche alla legge che regolamentava l'inquinamento acustico nel campo dell'aviazione, aggiungendo la previsione di impianti di insonorizzazione e il trasferimento dalle zone residenziali.
Candidata come capolista in occasione delle elezioni europee del 1994, tornò a rivestire l'incarico di eurodeputata; fu da quel momento membro dell'ufficio di presidenza del PPE, ruolo che mantenne anche dopo le elezioni europee del 1999 quando fu eletta per la quinta volta.

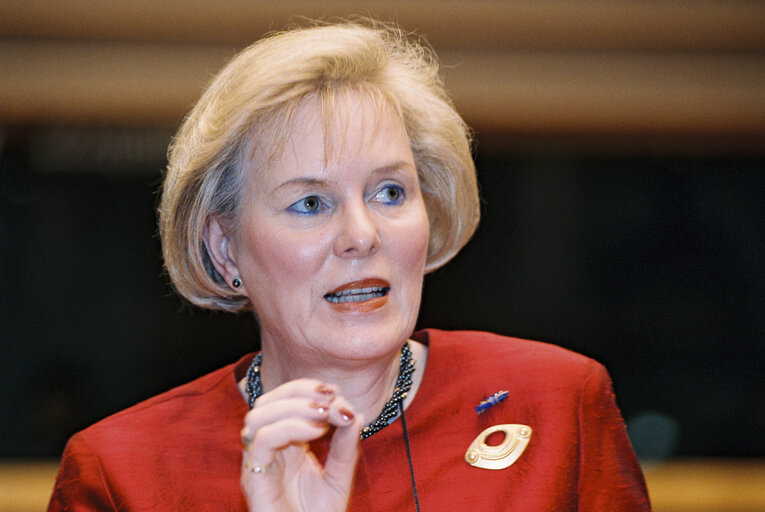
Hanja Maij-Weggen nel 2000

Lasciò nuovamente il seggio da europarlamentare nel 2003, quando venne nominata Commissario della regina nel Brabante Settentrionale. Nel 2009 emerse che Hanja Maij-Weggen fosse impegnata in altri 149 ruoli contemporaneamente a quello di commissaria.

### Vita privata
Sposata con Peter Maij dal 1967, Hanja Maij-Weggen ebbe due figlie che intrapresero le sue orme: Hester Maij, membro del consiglio comunale di Amsterdam con il CDA e Marit Maij, eurodeputata con il Partito del Lavoro.
Nel 1990, fu citata nel titolo di una canzone di Arie Ribbens, Ik ben verliefd op Hanja Maij-Weggen (Sono innamorato di Hanja Maij-Weggen).